# Andrés Martínez de Orihuela
Andrés Martínez de Orihuela, (Arequipa, 28 de noviembre de 1795-22 de julio de 1856) político, periodista, orador y magistrado peruano. Destacó por su oratoria en la que sumaba a su elocuencia la elegancia de la expresión y su erudición de jurisconsulto.

## Biografía
Hijo del coronel Antonio Martínez y de Petronila de Orihuela y Olazábal. Estudió en el Seminario de San Jerónimo de su ciudad natal. Se graduó de doctor en Leyes y se recibió como abogado. 
Fue socio fundador de la Academia Lauretana, institución cultural fundada en Arequipa en 1821. Al cumplirse un año de dicha fundación, el 10 de diciembre de 1822 dio un discurso en elogio del obispo Pedro José Chávez de la Rosa, que le dio fama como orador. Por esos años publicó en la prensa versos patrióticos, al igual que el poeta José María Corbacho y Abril y otros miembros de la Academia Lauretana.
El 8 de abril de 1824 se casó con Felipa Abril y Olazábal, parienta suya. En 1825 fue elegido síndico de la Municipalidad de Arequipa, bajo el gobierno edil del alcalde Manuel Ascencio Cuadros. 
Volcado ya plenamente a la actividad literaria y periodística, en 1827 editó El centinela de la libertad, que se oponía  a El Republicano, la publicación oficial de Arequipa. En ese mismo año pasó a ser secretario del prefecto del departamento de Arequipa, general Antonio Gutiérrez de la Fuente. Estuvo presente en la inauguración del Colegio Nacional de la Independencia Americana, en el cual ejerció como profesor de Derecho Natural y Derecho Romano. 
En 1831 se desempeñó como Alcalde de Arequipa, en momentos en que la municipalidad había perdido su autonomía y se hallaba a expensas del poder ejecutivo. Gobernaba entonces en el Perú el mariscal Agustín Gamarra. Le tocó enfrentar el célebre caso de la Monja Gutiérrez, quien simuló morir en un incendio para fugarse del Monasterio de Santa Teresa.
En 1832 fue elegido diputado por Arequipa y se incorporó al círculo del ministro José María Pando, con cuyas ideas conservadoras y centralistas sintonizaba. Fue nombrado ministro de Hacienda, ya en el último año del gobierno de Gamarra (1833).
Cuando el general gamarrista Pedro Bermúdez dio un golpe de Estado contra Luis José de Orbegoso y Moncada, proclamándose Jefe Supremo el 4 de enero de 1834, Martínez figuró entre los colaboradores del régimen golpista como ministro de Hacienda. 
Expulsados los gamarristas de Lima, Martínez regresó a Arequipa, donde asumió la prefectura departamental, que ejerció del 5 de abril a 18 de mayo de 1834. Finalizada la guerra civil con el reconocimiento de la autoridad de Orbegoso, Martínez fue apresado y trasladado a Lima. 
Durante el gobierno de facto iniciado por el joven general Felipe Santiago Salaverry, Martínez fue nombrado secretario general (septiembre de 1835), encargándose de redactar la patética invocación con que Salaverry invitaba a Orbegoso a cerrar filas para oponerse a la invasión boliviana de Andrés de Santa Cruz. Dicha exhortación fue insertada en El Republicano de Arequipa. 
Acompañó a Salaverry a lo largo de la campaña contra Santa Cruz, que finalizó con la derrota del joven caudillo en la batalla de Socabaya, el 7 de febrero de 1836. Martínez fue apresado en la quebrada de Guerreros y estuvo a punto de ser sometido a Consejo de Guerra y fusilado,  pero logró escapó de la muerte gracias a la influencia de amigos arequipeños, entre ellos el célebre deán Valdivia. Fue puesto a buen recaudo y logró finalmente embarcarse a Chile, junto con otros emigrados peruanos, quienes desde el país sureño complotaron contra el régimen impuesto por Santa Cruz (la Confederación Perú-Boliviana).
Desde Chile, Martínez colaboró en la campaña periodística contra Santa Cruz, organizada por el escritor Felipe Pardo y Aliaga e incluso editó dos periódicos anticonfederados: La Aurora y El Popular.
Regresó al Perú en las Expediciones Restauradoras chileno-peruanas, que a la postre derrotaron y expulsaron a Santa Cruz, deshaciendo así la Confederación.
Instalado el segundo gobierno conservador de Gamarra, Martínez fue nombrado vocal de la Corte Superior de Arequipa (25 de julio de 1839), cargo en el que se mantuvo hasta el año siguiente. Luego permaneció apartado de la función pública, hasta 1843, cuando el gobierno del Directorio, presidido por el general Manuel Ignacio de Vivanco, lo convocó para ocupar el cargo de ministro de Justicia. 
Restaurado el orden constitucional tras la revolución de 1843-1844, el gobierno de Ramón Castilla lo cesó de la magistratura, con medio sueldo de pensión. 
Posteriormente fue elegido senador por Arequipa, función que desempeñó entre 1849 y 1851. Formó parte de la comisión encargada de redactar los proyectos de Código Civil y Código de Procedimientos Civiles. Por ello, se le considera como uno de los autores del Código Civil promulgado el 28 de julio de 1852, el primero que tuvo el Perú republicano.
Iniciado el gobierno del general José Rufino Echenique, fue reincorporado en la magistratura, siendo nombrado vocal de la Corte Superior (11 de agosto de 1852); pero nuevamente fue despojado de la función judicial, al producirse el derrocamiento de dicho mandatario tras la Revolución Liberal de 1854, que elevó nuevamente a la presidencia a Castilla. Protestó contra este despojo en una nota que publicó el 1 de diciembre de 1855, pero fatigado por las rencillas civiles, falleció al año siguiente, víctima de un ataque cerebral.
En el informe necrológico publicado en el diario El Comercio el 13 de agosto de 1856, se dijo que con su muerte «El Perú pierde al genio más vasto, el talento más profundo que ha producido en la última época; quizás la primera de sus ilustraciones contemporáneas».